# Secretaria de Relações Institucionais do Estado da Bahia
| Secretaria de Relações Institucionais do Estado da Bahia                                                        |                                  |
| Terceira Avenida, 390, Plataforma IV, 3.º andar – CAB Sussuarana – Salvador, Bahia http://www.serin.ba.gov.br// |                                  |
| Criação | 28 de dezembro de 2006 (18 anos) |
| Atual secretário                                                                                                | Adolpho Loyola                   |

A Secretaria de Relações Institucionais do Estado da Bahia (SERIN) é uma das secretarias que compõem a administração pública direta do Governo do Estado da Bahia que é responsável pela coordenação política do Poder Executivo e de suas relações com os demais Poderes das diversas esferas de Governo, com a sociedade civil e suas instituições localizadas em Salvador e demais municípios do interior da Bahia.

## Estrutura organizacional
A SERIN é composta pela seguinte estrutura organizacional:
- Gabinete do Secretário;
- Diretoria Administrativa e Financeira;
- Coordenação de Assuntos Legislativos (COAL);
- Coordenação de Assuntos Federativos (COAF);
- Coordenação de Assuntos Sociais (COAS).

- Coordenação Geral de Polícias de Juventudes (COJUVE)
- Assessoria de Comunicação (ASCOM)

- Assessoria de Planejamento e Gestão (APG)
- Coordenação de Planejamento de Orçamento
- Coordenação de Gestão Organizacional e de Tecnologia da Informação
- Diretoria de Administração e Finanças (DAF)

- Coordenação de Licitação
- Coordenação de Contratos e Convênios
- Coordenação Administrativa
- Compras/ Serviços
- Coordenação de Finanças
- Coordenação de Transportes
- Coordenação de Recursos Humanos
- Protocolo
- Coordenação de Controle Interno

## Titulares
| N° | Ministro             | Partido                     | Formação acadêmica             | Início                 | Fim                   | Governador         |
| -- | -------------------- | --------------------------- | ------------------------------ | ---------------------- | --------------------- | ------------------ |
| 1  | Rui Costa            | PT                          | Economista (UFBA)              | 2007                   | 2010                  | Jaques Wagner      |
| 2  | Paulo Cezar Lisboa   | PT                          | Sociólogo (UFBA)               | 31 de março de 2010    | 11 de julho de 2010   | Jaques Wagner      |
| 3  | Emilson Piau         | PT                          | Administrador (UESB)           | 11 de julho de 2010    | 8 de novembro 2010    | Jaques Wagner      |
| 4  | Paulo Cezar Lisboa   | PT                          | Sociólogo (UFBA)               | 8 de novembro 2010     | 18 de janeiro de 2014 | Jaques Wagner      |
| 5  | Cícero Monteiro      | PT                          | Engenheiro sanitarista (UFBA)  | 18 de janeiro de 2014  | 1 de janeiro de 2015  | Jaques Wagner      |
| 6  | Josias Gomes         | PT                          | Agronomia (UFPB)               | 1 de janeiro de 2015   | 11 de abril de 2018   | Rui Costa          |
| 7  | Cibele Carvalho      | PT                          | Assistente Social (UCSAL)      | 2018                   | 2020                  | Rui Costa          |
| 8  | Jonival Lucas Junior | PT (ex-PTB, PMDB, PPB)      | Economista (UCSAL)             | 2020                   | 2021                  | Rui Costa          |
| 9  | Luiz Caetano         | PT (ex-PSDB, PC do B, PMDB) | Farmacêutico bioquímico (UFBA) | 2021                   | 2022                  | Rui Costa          |
| 10 | Luiz Caetano         | PT(ex-PSDB, PC do B, PMDB)  | Farmacêutico bioquímico (UFBA) | Janeiro de 2023        | Abril de 2024         | Jerônimo Rodrigues |
| 11 | Jonival Lucas        | PT                          | Economista (UCSAL)             | Abril de 2024          | Dezembro de 2024      | Jerônimo Rodrigues |
| 12 | Adolpho Loyola       | PT                          |                                | 12 de dezembro de 2024 | -                     | Jerônimo Rodrigues |

## Colegiados vinculados
Os órgãos colegiados que estão vinculados à SERIN são:
- Conselho Estadual de Fomento e Colaboração (CONFOCO-BA)
- Conselho Estadual De Juventude (CEJUVE)